# 1953–1954-es norvég labdarúgó-bajnokság (első osztály)
Az 1953–1954-es Hovedserien volt a 10. alkalommal megrendezett, legmagasabb szintű labdarúgó-bajnokság Norvégiában.
A címvédő a Larvik Turn volt. A szezont a Fredrikstad csapata nyerte, a bajnokság történetében hatodjára.

## Tabellák

### A csoport
| Hely. | Csapat         | M  | Gy | D | V  | G+ | G– | Gk  | P  | Továbbjutás vagy kiesés |
| ----- | -------------- | -- | -- | - | -- | -- | -- | --- | -- | ----------------------- |
| 1.    | Skeid          | 14 | 10 | 2 | 2  | 33 | 14 | +19 | 22 | Továbbjutott a döntőbe  |
| 2.    | Sparta         | 14 | 9  | 3 | 2  | 29 | 17 | +12 | 21 |                         |
| 3.    | Asker          | 14 | 8  | 2 | 4  | 35 | 21 | +14 | 18 |                         |
| 4.    | Larvik Turn    | 14 | 7  | 2 | 5  | 35 | 24 | +11 | 16 |                         |
| 5.    | Viking         | 14 | 4  | 5 | 5  | 19 | 20 | −1  | 13 |                         |
| 6.    | Sandefjord     | 14 | 3  | 5 | 6  | 20 | 22 | −2  | 11 |                         |
| 7.    | Varegg (K)     | 14 | 2  | 4 | 8  | 16 | 38 | −22 | 8  | Kiesett                 |
| 8.    | Nordnes (F, K) | 14 | 1  | 1 | 12 | 8  | 39 | −31 | 3  | Kiesett                 |

### B csoport
| Hely. | Csapat          | M  | Gy | D | V | G+ | G– | Gk  | P  | Továbbjutás vagy kiesés |
| ----- | --------------- | -- | -- | - | - | -- | -- | --- | -- | ----------------------- |
| 1.    | Fredrikstad (B) | 14 | 10 | 1 | 3 | 47 | 20 | +27 | 21 | Továbbjutott a döntőbe  |
| 2.    | Strømmen        | 14 | 8  | 4 | 2 | 32 | 17 | +15 | 20 |                         |
| 3.    | Lillestrøm      | 14 | 8  | 3 | 3 | 45 | 22 | +23 | 19 |                         |
| 4.    | Odd             | 14 | 5  | 4 | 5 | 26 | 25 | +1  | 14 |                         |
| 5.    | Sarpsborg       | 14 | 5  | 2 | 7 | 24 | 29 | −5  | 12 |                         |
| 6.    | Freidig (F)     | 14 | 4  | 3 | 7 | 20 | 26 | −6  | 11 |                         |
| 7.    | Geithus (F, K)  | 14 | 3  | 2 | 9 | 18 | 45 | −27 | 8  | Kiesett                 |
| 8.    | Moss (F, K)     | 14 | 2  | 3 | 9 | 23 | 51 | −28 | 7  | Kiesett                 |

## Meccstáblázatok

### A csoport
| Hazai \ Vendég | ASK | LAR | NOR  | SBK | SKD | SPA | VAR | VIK |
| -------------- | --- | --- | ---- | --- | --- | --- | --- | --- |
| Asker          | —   | 4–0 | 2–0  | 2–3 | 3–1 | 1–2 | 6–2 | 3–3 |
| Larvik Turn    | 2–4 | —   | 12–0 | 1–1 | 1–2 | 4–3 | 3–2 | 2–1 |
| Nordnes        | 0–3 | 2–3 | —    | 2–0 | 0–3 | 1–3 | 1–2 | 0–1 |
| Sandefjord     | 1–2 | 1–2 | 0–0  | —   | 0–0 | 0–1 | 6–0 | 3–2 |
| Skeid          | 2–1 | 2–0 | 3–0  | 4–2 | —   | 5–1 | 2–0 | 2–0 |
| Sparta         | 3–1 | 0–0 | 2–0  | 4–1 | 2–1 | —   | 4–1 | 1–1 |
| Varegg         | 1–1 | 0–4 | 3–2  | 1–1 | 3–3 | 0–2 | —   | 0–2 |
| Viking         | 1–2 | 2–1 | 2–0  | 1–1 | 1–3 | 1–1 | 1–1 | —   |

### B csoport
| Hazai \ Vendég | FFK | FRE | GEI  | LIL | MOS | ODD | SAR | STR |
| -------------- | --- | --- | ---- | --- | --- | --- | --- | --- |
| Fredrikstad    | —   | 2–3 | 6–1  | 2–0 | 8–1 | 4–2 | 4–0 | 0–1 |
| Freidig        | 2–4 | —   | 2–0  | 1–2 | 4–2 | 1–3 | 4–2 | 0–1 |
| Geithus        | 2–3 | 0–0 | —    | 1–3 | 1–4 | 2–1 | 1–0 | 2–2 |
| Lillestrøm     | 3–3 | 2–0 | 10–0 | —   | 7–0 | 2–0 | 3–1 | 1–1 |
| Moss           | 0–3 | 0–0 | 3–5  | 2–6 | —   | 2–4 | 2–1 | 2–2 |
| Odd            | 2–1 | 1–1 | 2–1  | 3–3 | 5–1 | —   | 1–1 | 0–2 |
| Sarpsborg      | 2–3 | 5–1 | 3–2  | 3–1 | 3–2 | 1–1 | —   | 1–4 |
| Strømmen       | 1–4 | 2–1 | 6–0  | 5–2 | 2–2 | 3–1 | 0–1 | —   |

## Döntő
- Fredrikstad 2–1 Skeid